# Pedro Tortolero

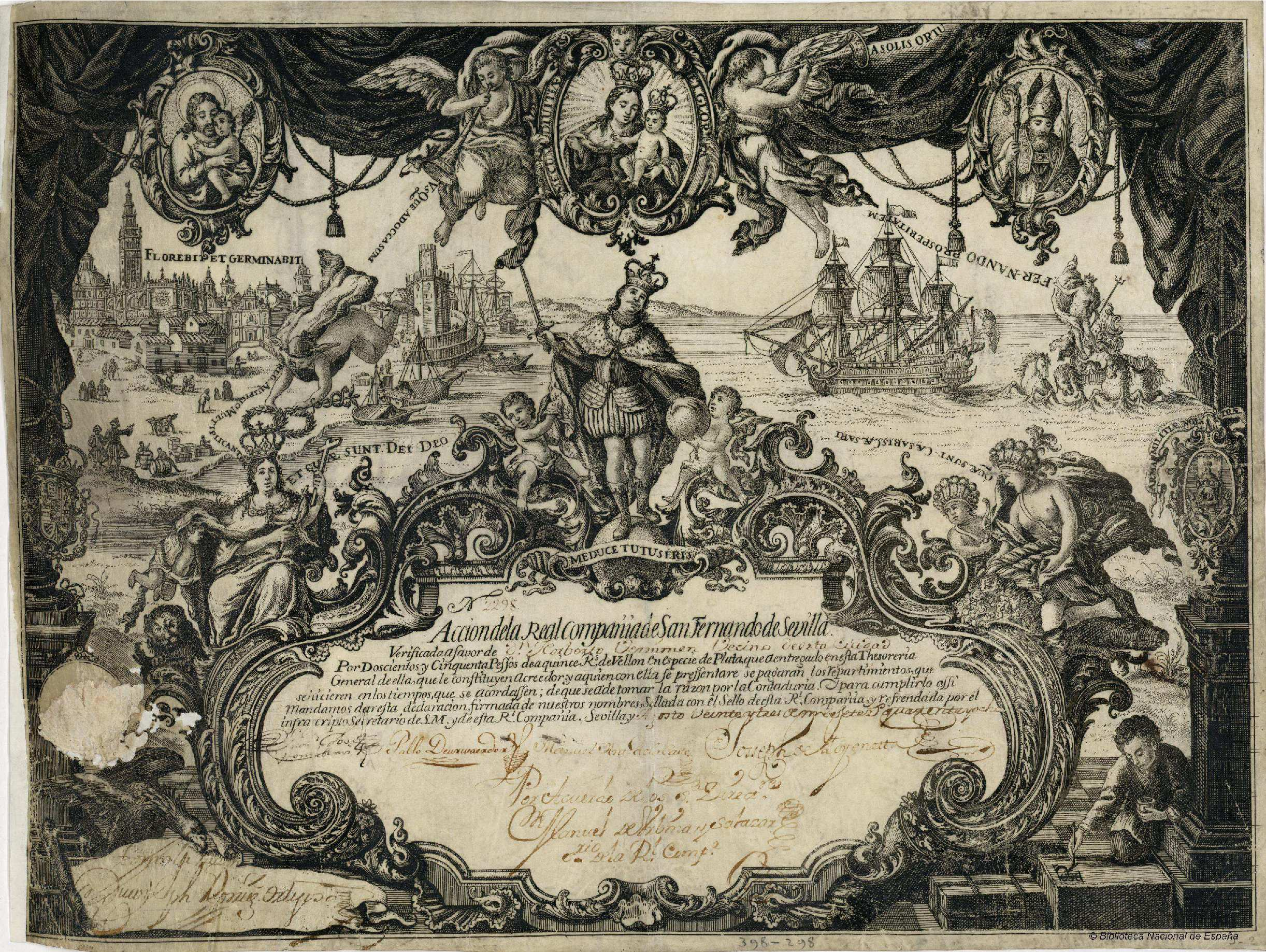
Acción de la Compañía de San Fernando de Sevilla, aguafuerte y buril, Madrid, Biblioteca Nacional de España.

Pedro Tortolero (fallecido en Sevilla en 1766) fue un grabador y pintor tardobarroco español. 

## Biografía y obra
Discípulo de Domingo Martínez, Ceán Bermúdez, que lo trata con dureza, dice que en su taller hizo menos progresos de los que prometían su afición y genio y señala, como lo «menos malo» de su pintura en Sevilla, un San Gregorio en la parroquia de San Isidoro, dos lienzos de los que no indica asunto en la de San Nicolás de Bari y alguna cosa que pintó para los claustros de carmelitas y agustinos descalzos.
Para la iglesia de San Isidoro contrató en 1752 el dorado y estofado del retablo del altar mayor y la pintura de la bóveda del presbiterio, obra en la que, según el documento notarial, trabajó con ayuda de cuatro oficiales. Las pinturas de la bóveda de la capilla mayor, al temple, fingen un cupulín con un rompimiento de gloria en el que, entre roleos y cartelas decorativas a las que asoman san Fernando y san Hermenegildo, un grupo de ángeles porta las armas de san Isidoro. Restauradas en torno a 1990, muestran un sentido decorativo cercano a lo hecho por Valdés Leal.
Sus obras más célebres son, sin embargo, las dos estampas de gran tamaño grabadas al aguafuerte y buril con motivo de la entrada de Felipe V en Sevilla, en 1729, y la traslación del cuerpo de san Fernando a su nueva urna el 14 de mayo de ese mismo año y en presencia de sus majestades, grabados publicados con los Annales eclesiásticos i seglares, de la M.N. i M.L. ciudad de Sevilla: que comprehenden la Olimpiada o lustro de la corte en ella, obra de Lorenzo Bautista de Zúñiga (seudónimo de Antonio de Solís), impresa en Sevilla por Florencio José de Blas en 1748, para la que Tortolero proporcionó también el dibujo de portada, grabado por Juan Fernández.

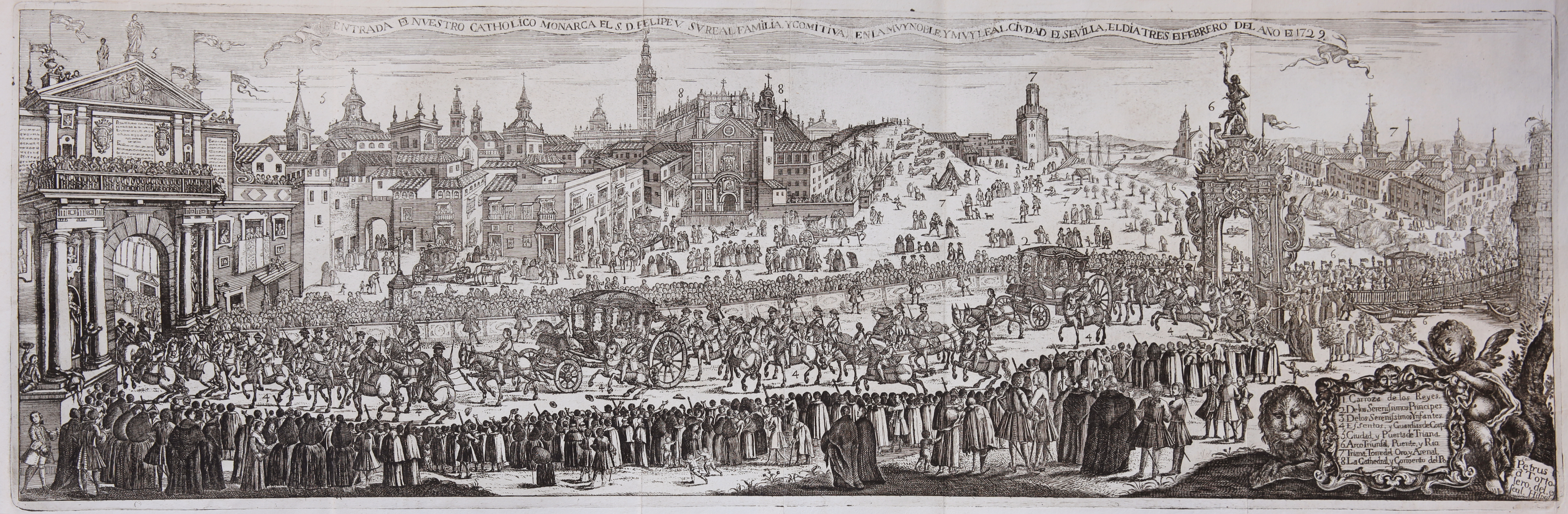
Entrada de Nuestro Catholico Monarca el S.D. Felipe V, 1729, firmado «Petrus /d Torto/lero, del. et/scul. Hispal. » Talla dulce y buril, Sevilla, fondo antiguo de la Biblioteca de la Universidad de Sevilla.

También firmó el grabado por dibujo propio del túmulo alzado en 1746 en la catedral de Sevilla con motivo de las exequias por Felipe V (ejemplar conservado en el Fondo Antiguo de la Biblioteca de la Universidad de Sevilla) y el del túmulo en honor de José Dávila Tello, duque de Montemar, que por encargo de su hermana Ana se erigió en la iglesia de San Vicente de Sevilla en 1750, del que el Museo del Prado conserva la lámina de cobre.

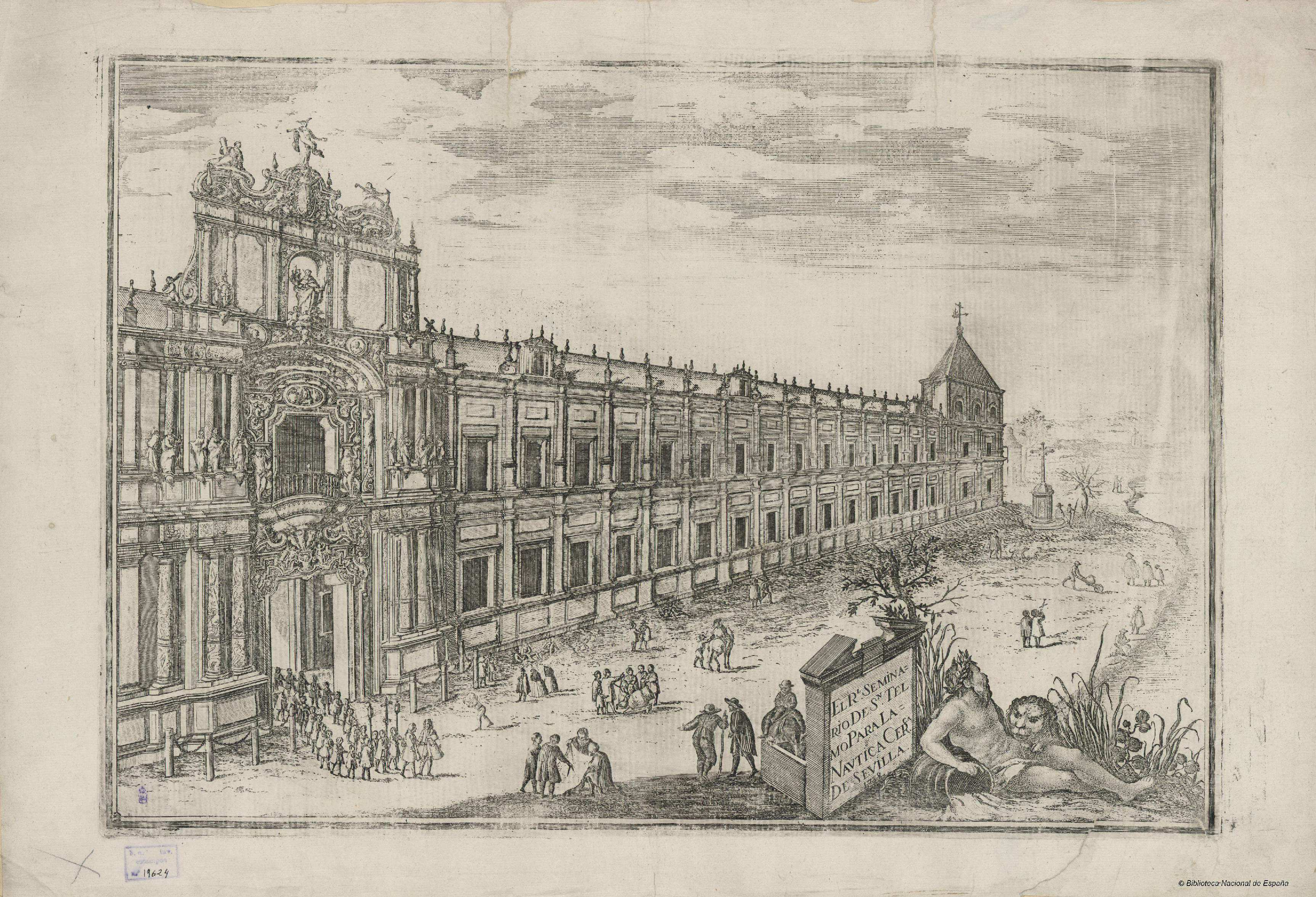
El Real Seminario de San Telmo para la náutica cerca de Sevilla, 1738, aguafuerte y buril, Madrid, Biblioteca Nacional de España.

Se le han atribuido, por cercanía a las anteriores, una serie de estampas sueltas con vistas de Sevilla de alto valor testimonial, algunas de ellas firmadas en 1738. Grabadas en hueco, los ejemplares conservados en la Biblioteca Nacional de España y en el Fondo Antiguo de la Biblioteca de la Universidad de Sevilla representan una vista de Sevilla desde Triana, la fachada principal de la catedral metropolitana, el Real Seminario de San Telmo para la Náutica, el Hospital de la Sangre, la «Vista y perspectiva» del ayuntamiento con la procesión del Corpus, una versión reducida del traslado de las reliquias de san Fernando y la Lonja de comercio con la procesión de los niños y esclavos liberados de Berbería por el venerable Fernando de Contreras.
De su faceta como grabador son también interesantes la acción de la Compañía de San Fernando de Sevilla, ilustrada con un completo repertorio iconográfico hispalense (ejemplar en la Biblioteca Nacional de España) y la estampa que reproduce la decoración efímera de la plaza de San Francisco con motivo de la coronación del rey Fernando VI en 1746, decoración costeada por el gremio de plateros.
Falleció en Sevilla en 1766 cuando, según Ceán, «estando dirigiendo y pintando el adorno de mal gusto de la capilla del sagrario en la parroquia de santa Catalina»,  sufrió un accidente.